# 동경 BABYLON
《동경 BABYLON》(일본어: 東京BABYLON)은 일본의 만화작가 집단 클램프(CLAMP)가 그린 만화 작품 및 그 만화를 원작으로 하는 애니메이션이다.

## 개요
신쇼칸의 《월간 윙스》에서 1990년부터 1993년까지 연재하였다. 이 이야기는 나중에 《X》와 이어지게 된다. 1992년과 1994년에는 OVA화가 되었으며, 1993년에서는 21세의 스바루를 그린 실사 비디오 드라마화도 되어 있다.
장르면으로는, 음양사인 주인공에 의한 판타지물의 형식을 바탕으로 동경에 사는 평범한 사람들이나 그에 관련되는 문제를 취급하면서, 사회파 드라마라는 측면도 가진다. 연재 당시부터 그 내용에 대해 찬반론이 있었다. 연재가 끝나자 작가들이 연재 기간 동안 매회 여러 단체의 항의를 받았다고 밝혔다.
《xxxHOLiC》도 인간의 내면을 그리고 있다는 점에서는 공통점이 있다.

## 줄거리
“당신은 동경을 싫어하십니까?”
주인공인 스메라기 스바루는 사람들을 저주나 원령으로부터 지켜주는 음양사 일족의 젊은 당주. 상냥하고 섬세한 그를 항상 지켜보며 아끼는 밝은 성격의 쌍둥이 누나인 호쿠토. 스메라기 가(家)와 적대하는 강대한 힘을 가지며, 잔인한 암살집단이라고 일컬어지는 사쿠라즈카모리의 일족으로 수의사인 사쿠라즈카 세이시로. 절대로 양립할 수 없는 일족들이지만 세이시로는 일상으로 스바루와 행동을 같이 하며, 다정하게 대한다. 과연 그의 진의는……. 기묘한 구성의 3인이, 동경을 무대로 활약하는 괴기 판타지.

## 등장인물
스메라기 스바루 (皇 昴流)
일본의 음양도의 정점에 선 스메라기 일족의 13대 당주. 역대 당주 중에서도 매우 드물게 강한 능력을 갖고 있다. 양 손의 장갑은 할머니의 명령에 따라, 다른 사람 앞에서 벗은 적이 없다. 꿈은 동물원의 사육사가 되는 것.
스메라기 호쿠토 (皇 北都)
스바루의 쌍둥이 누나. 스바루와 같이 수행을 해왔지만, 두세 가지의 주술만 쓸 수 있다. 요리는 꽤 잘하며, 꿈은 단지처(團地妻)가 되는 것. 덧붙여, 실사판에는 등장하지 않는다.
사쿠라즈카 세이시로 (桜塚 星史郎)
사람을 죽이기 위하여 음양술을 사용하는 암살집단 《사쿠라즈카모리》에 소속되어 있다. 보통은 신쥬쿠에서 동물병원을 경영하고 있는 수의사. 하지만 수의사가 된 것은 다른 이유에서. 7년 전에 스바루와 “내기”를 했지만, 스바루는 기억하지 못한다. 또한, 작중에 “‘사쿠라즈카’라는 성(姓)을 가진 사람이 몇 명이나 있다고 생각하는가?”라는 대사가 나오지만 “사쿠라즈카”라는 성은 현재 일본에는 그다지 많이 존재하고 있지 않은 모양.

## 관련 상품

### 서적
- 단행본
  1. 1991년 4월 10일 발매
  2. 1991년 11월 10일 발매
  3. 1992년 1월 25일 발매
  4. 1992년 7월 10일 발매
  5. 1993년 4월 5일 발매
  6. 1993년 8월 25일 발매
  7. 1994년 3월 25일 발매
- 화집
  - TOKYO BABYLON PHOTOGRAPHS 1996년 4월 25일 발매

### CD
- CD COMIC 동경 BABYLON 1990년 11월 25일 발매
- TOKYO BABYLON IMAGE SOUNDTRACK 1992년 7월 22일 발매
  - CLAMP가 셀렉트한 악곡을 모은 옴니버스 CD. 2장 세트로 2장째에는 드라마 《CALL》(원작의 동 타이틀이 베이스)이 수록되어 있다. 메인캐스트는 OVA와 동일.
- 동경 BABYLON SINGLE TRIPLE 1993년 2월 21일 발매
  - 3장 세트로 되어 있다. 그 중 한 장은, GRASS VALLEYのMY LOVER (LOGOS)가 삽입되어 있다.
- TOKYO BABYLON 1999 1993년 9월 22일 발매
  - 21세가 된 스바루를 그리고 있다. 후는 실사화.
- 데쟈부 (동경 BABYLON2 주제가) 1994년 2월 21일 발매
- TOKYO BABYLON IMAGE SOUNDTRACK 2 1994년 3월 9일 발매

### 그 외
- 동경 BABYLON POST CARDS BOOK (1993년 8월 26일 발매)
- 동경 BABYLON CALENDAR 1992

## 영상 작품

### OVA
동경 BABYLON A SAVE FOR TOKYO CITY STORY 1992년 10월 21일 발매
영상 특전으로 전 3곡의 뮤직 클립이 수록되어 있다(1, 2곡째는 실사, 3곡째는 애니메이션). 1993년 8월 21일에는 뮤직 클립이 없는 통상판도 발매되었다.
동경 BABYLON2 1994년 3월 21일 발매
드라마CD가 특전으로 붙어 있다.

#### 스태프
- 원작 : CLAMP
- 감독 : 치기라 코이치
- 제작 : 杉山恵, 高橋豊
- 기획 : 肥田光久, 沢登昌樹, 加藤長輝
- 프로듀서 : 이케구치 카즈히코, 増島由美子
- 제작 프로듀서 : 마루야마 마사오
- 각본 : 우라하타 타츠히코
- 캐릭터 디자인・작화 감독 : 타카하시 쿠미코
- 미술 감독 : 池田祐二 (스튜디오 와이에스)
- 색채 설정 : 三笠修
- 촬영 감독 : 山口仁
- 편집 : 尾形治敏, 伊藤勇喜子, 末吉文弘
- 타이틀 리스워크 : 마키・프로
- 음악 : 혼다 토시유키
- 음악 프로듀서 : 釘嶋峰幸 (C S A)
- 음악 제작 : CS 아티스츠
- 음향 감독 : 와타나베 쥰
- 음향 제작 : 現
- 음향 효과 : 神保大介
- 제작 협력 : 매드하우스
- 제작 : 아니메이트 필름

#### 목소리 출연
- 스메라기 스바루 : 야마구치 캇페이
- 스메라기 호쿠토 : 이토우 미키
- 사쿠라즈카 세이시로 : 코야스 타케히토
- 미무라 사장 : 니시무라 토모미치
- 나구모 신지 : 이케다 슈우이치
- 아소 카자미 : 츠루 히로미
- 야마카와 형사 : 야마데라 코이치
- 히다카 미레이 : 시노하라 에미
- 미야타케 료 : 타나카 히데유키
- 카시와기 키리코 : 시마모토 스미
- 범인 : 마츠모토 야스노리

### 실사판
- 동경 BABYLON 1999 (1993년 8월 21일 발매)

#### 스태프
- 원작 : CLAMP
- 기획 : 오오카와 나나세
- 감독･각본 : 이이다 죠지
- 음악 : 하이시마 쿠니아키
- 제작 담당 : 山本章
- 광고 프로듀스 : CLAMP　CO．LTD
- 패키지 디자인 : 오오카와 나나세
- 디자인 어시스턴트 : 이가라시 사츠키
- 의상 컨셉트 : 오오카와 나나세, 네코이 밋쿠
- 사성수･그림 : 모코나 아파파
- 제작 : PDS

#### 캐스트
- 스메라기 스바루 : 토네사쿠 토시히데
- 사쿠라즈카 세이시로 : 시호도 와타루

### TV 애니메이션 (중지)
《동경 BABYLON 2021》의 타이틀로 2021년 4월부터 방영될 예정이었으나, 정기를 발표하였다. 하지만, 동년 3월 29일에 제작 중지를 발표하였다.

#### 스태프
- 원작 : CLAMP
- 감독 : 스즈키 신고, 쿠도 스스무
- 시리즈 구성 : 쿠마가이 준
- 캐릭터 디자인 : 후루타 마코토
- 총 작화감독 : 후루타 마코토, 타니 케이지
- 메인 애니메이터 : 우치다 타카유키, 오오쿠보 히로시
- 메카 / 프롭 디자인 : 오오쿠보 히로시
- 편집 : 와타나베 치나미
- 음향 감독 : 고 후미유키
- 음악 : 아사쿠라 노리유키
- 음악 제작 : 킹레코드
- 애니메이션 제작 : GoHands
- 제작 : TOKYO BABYLON 2021 PROJECT

#### 목소리 출연
- 스메라기 스바루 : 아오이 쇼타
- 스메라기 호쿠토 : 미즈키 나나
- 사쿠라즈카 세이시로 : 우메하라 유이치로